# Bélgica en los Juegos Olímpicos de Río de Janeiro 2016
Bélgica estuvo representada en los Juegos Olímpicos de Río de Janeiro 2016 por un total de 108 deportistas que compitieron en 19 deporte. Responsable del equipo olímpico es el Comité Olímpico e Interfederal Belga, así como las federaciones deportivas nacionales de cada deporte con participación.
La portadora de la bandera en la ceremonia de apertura fue la atleta Olivia Borlée.

## Medallistas
El equipo olímpico de Bélgica obtuvo las siguientes medallas:
| Nombre            | Deporte             | Competición   |
| ----------------- | ------------------- | ------------- |
| Oro               |                     |               |
| Nafissatou Thiam  | Atletismo           | Heptatlón F   |
| Greg Van Avermaet | Ciclismo en ruta    | Ruta M        |
| Plata             |                     |               |
| Equipo            | Hockey sobre hierba | Torneo M      |
| Pieter Timmers    | Natación            | 100 m libre M |
| Bronce            |                     |               |
| Jolien D'Hoore    | Ciclismo en pista   | Omnium F      |
| Dirk Van Tichelt  | Judo                | –73 kg M      |